# Yamantaka

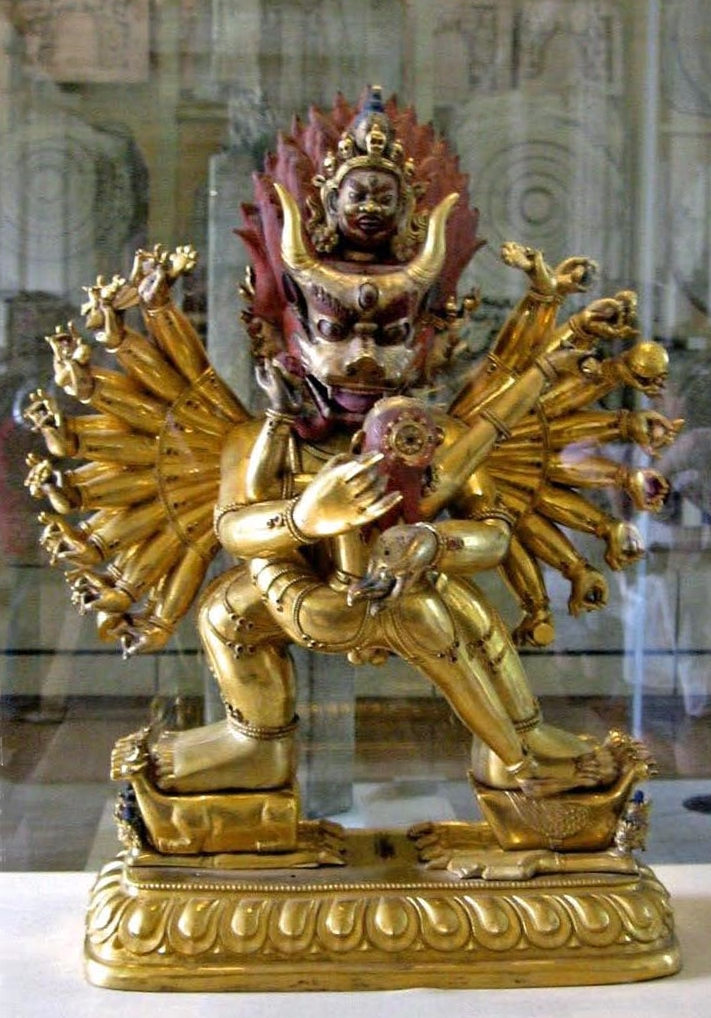
Yamantaka Vajrabhairava, British Museum

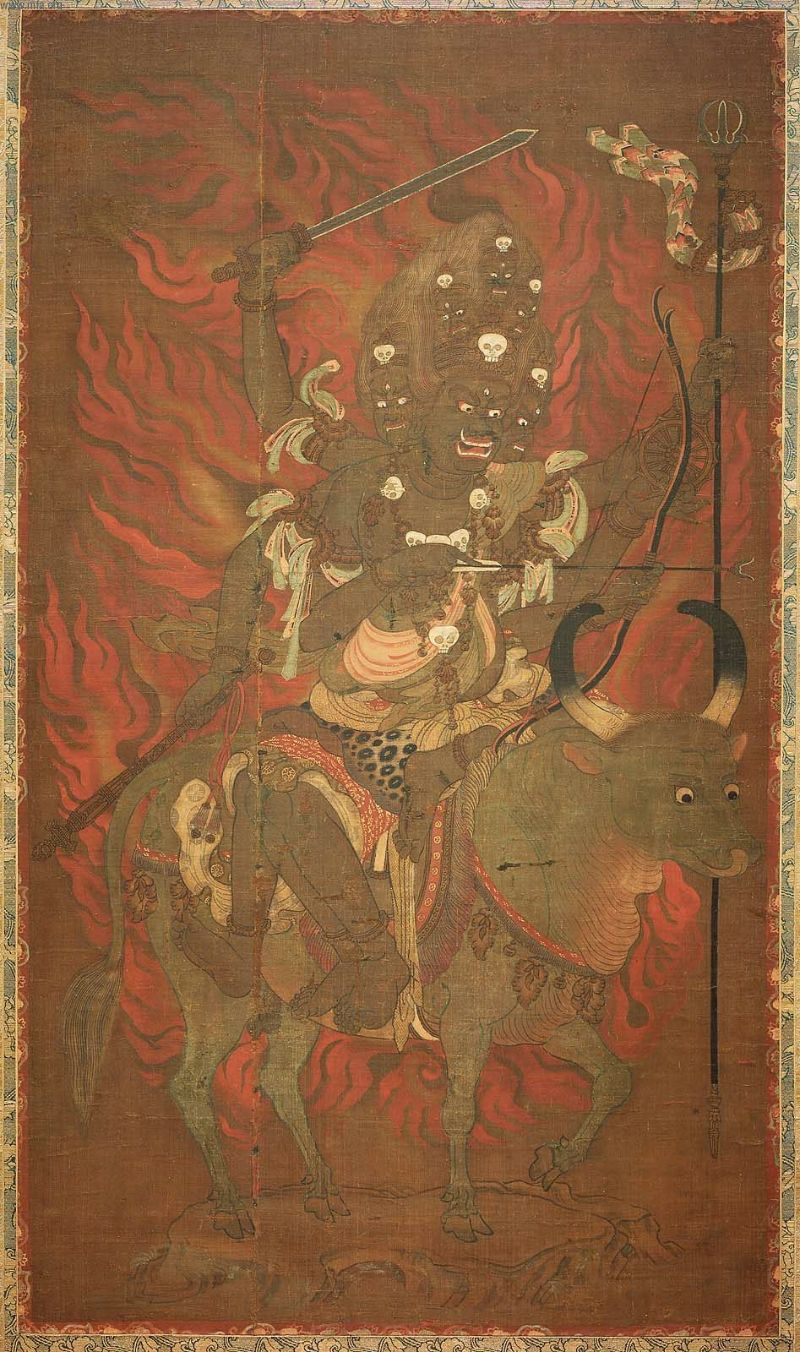
L'équivalent japonais, Daiitoku (大威德明王)

Yamāntaka (tibétain : གཤིན་རྗེ་གཤེད་, wylie : gshin-rje-gshed, phon: Shin'djéshé [la forme la plus couramment pratiquée au Tibet est appelée  Vajrabhairava, tib.: རྡོ་རྗེ་འཇིགས་བྱེད།, wylie : rDo rje ’jigs byed] ; japonais : 大威徳明王 Daïitoku Myoo; chinois : 大威德金剛 Dà wēidé jīngāng ou Yanmandejia; mongol : Эрлэгийн Жаргагчи  Erlig-jin Jarghagchi; sanskrit: यमान्तक yamāntaka) est un Yidam du bouddhisme tantrique ou Vajrayana, populaire entre autres dans l'école Gelugpa du Bouddhisme tibétain. Il est un des 8 grands Heruka et un Dharmapala (protecteur du Dharma).
Yamāntaka est l'aspect courroucé de Mañjushrî, le grand Bodhisattva de la sagesse. Il est connu aussi sous l'aspect de Vajrabhairava (Terreur Adamantine).
Son nom est un mot sanskrit qui peut être coupé en deux éléments :  Yama, le nom du Dieu de la mort, et antaka: qui met fin à, terminateur). Ainsi, le nom de Yamāntaka  signifie littéralement "terminateur de la mort".
D'après Philippe Cornu, ce nom est expliqué ainsi dans les tantras anciens et leurs commentaires: Mañjushrî est la sagesse non-duelle qui met fin à la fragmentation dualiste des phénomènes liés à l'ignorance. Jaillis de la Base primordiale, les phénomènes sont fondamentalement non-nés, mais sous l'empire de l'ignorance et de l'attachement au moi, ils s'élèvent en tant que samsâra et nirvâna. « Constitués » par l'illusion en phénomènes composés et impermanents, ils sont alors soumis à la naissance et à la mort [...] Pour mettre fin à la mort, Mañjushrî prend la forme terrible de Yamāntaka, qui révèle la sagesse de la vacuité et récapitule le jeu du multiple dans la non-dualité .
Positionné à l'ouest dans le mandala de la matrice, taizokai du bouddhisme shingon. Il assiste le bouddha Amitābha, lequel est traditionnellement relié au monde des morts en Asie.